# 王尭
王 垚（おう ぎょう、ワン・ヤオ、1983年1月26日 - ）は、中国の囲碁棋士。雲南省昆明市出身。中国囲棋協会所属、六段。リコー杯囲棋戦優勝、LG杯世界棋王戦ベスト4など。小虎世代の一人で、渾名は「じゃがいも（土豆）」。

## 経歴
6歳で囲碁を学び、1992年国家少年囲棋隊入り、1993年世界青少年囲碁選手権大会少年組優勝。1994年入段、全国青少年囲棋選手権C組優勝。1999年全国個人戦3位。2000年棋王戦ベスト4進出。2001年三星火災杯出場、五段。2004年リコー杯ベスト4、新人王戦決勝で李喆に1-2で敗れ準優勝、六段。2005年天元戦ベスト4。2006年には李世乭らを破り三星火災杯ベスト8。2009年リコー杯決勝で周鶴洋を破りタイトル戦初優勝。
2010年LG杯ベスト4。2010年倡棋杯ベスト4。2014年西南王戦ベスト4。
中国囲棋甲級リーグでは1999年から雲南チームなどで出場。中国棋士ランキングでは2007年11位。国家隊入りした頃はまだ小さかったために先輩達から「小土豆」と呼ばれるようになった。

### タイトル歴
- リコー杯囲棋戦 2009年

### その他の棋歴
国際棋戦
- LG杯世界棋王戦 ベスト4 2010年（○朴永訓、○金志錫、○李昌鎬、×朴文垚）、ベスト16 2008年13回（○崔基勲、×朴永訓）
- 三星火災杯世界オープン戦 ベスト8 2006年11回（○曺薫鉉、○李世乭、×徐奉洙）、ベスト16 2009年14回（○周俊勲、○許映皓）、×朴永訓）
- 春蘭杯世界囲碁選手権戦 ベスト16 2008年（○河野臨、×常昊）
- 百霊愛透杯世界囲碁オープン戦 ベスト16 2014年
- 農心辛ラーメン杯世界囲碁最強戦
  - 2005年第7回 0-1（×羽根直樹）

国内棋戦
- 新人王戦 準優勝 2004年
- 全国囲棋個人戦 2位 2007年、3位 1999年
- 倡棋杯中国プロ囲棋選手権戦 準優勝 2009年
- 全国智力運動会 2009年男子団体戦6位
- 中国囲棋甲級リーグ戦
  - 1999年（雲南紅酒）
  - 2000年（雲南紅）
  - 2001年（雲南香格里拉蔵秘）16-6
  - 2002年（雲南印象酒）
  - 2002年（雲南印象酒）
  - 2003年（雲南印象酒）14-8
  - 2004年（雲南紅酒、降級）13-8
  - 2005年（香港新世界、降級）8-13
  - 2006年（雲南香格里拉）
  - 2007年（雲南香格里拉）13-9
  - 2008年（雲南香格里拉）13-9
  - 2009年（雲南香格里拉）4-15
  - 2010年（安徽寧国市政）6-15
  - 2011年（平煤神馬集団）7-13
  - 2012年乙級（雲南金聖担保）3-4
  - 2013年乙級（雲南建工）6-1
  - 2014年乙級（雲南建工）
  - 2015年乙級（雲南建工）
  - 2016年乙級（雲南）
  - 2017年乙級（雲南）3-5